# 三枝正幸
三枝 正幸（さいぐさ まさゆき、1933年11月28日 - ）は、日本の実業家。
京王電鉄第8代社長。山梨県出身。1957年慶應義塾大学文学部社会学科卒業後、同年京王帝都電鉄（現・京王電鉄）入社。
経理部長、自動車事業部長を経て、1987年取締役、1990年常務、1992年取締役兼京王観光社長、1995年専務、1997年副社長。1999年社長に就任。2003年会長。2007年相談役。